# لمور ورزشکار هلند
 لمور ورزشکار هلند (نام علمی: Lepilemur hollandorum) نام یک گونه از سرده لمورهای ورزشکار است.